# Nesodillo verhoeffi
Nesodillo verhoeffi är en kräftdjursart som beskrevs av Johann Moritz David Herold 1931. Nesodillo verhoeffi ingår i släktet Nesodillo och familjen Armadillidae. Inga underarter finns listade i Catalogue of Life.